# Паризька мирна угода (1973)
Паризька мирна угода (в'єт. Hiệp định Paris về Việt Nam), офіційно Угода про припинення війни та відновлення миру у В'єтнамі (в'єт. Hiệp định về chấm dứt chiến tranh, lập lại hòa bình ở Việt Nam) — мирний договір, підписаний 27 січня 1973 року для встановлення миру у В'єтнамі, який мав завершити війну у В'єтнамі. В укладанні договору брали уряди Демократичної Республіки В'єтнам (Північний В'єтнам), Республіки В'єтнам (Південний В'єтнам) та США, а також Тимчасовий революційний уряд Республіки Південний В'єтнам, який представляв південнов'єтнамських комуністів.
Сухопутні сили США через погіршення морального духу були поступово відведені до прибережних регіонів і не брали участі в наступальних операціях чи бойових діях протягом попередніх двох років. Паризька угода фактично призвела до виведення всіх решти збройних сил США, включаючи повітряні та військово-морські сили. Пряме військове втручання США припинили, а бойові дії між трьома сторонами, що залишилися, тимчасово припинилися менш ніж на добу. Угода не була ратифікована Сенатом США.
Переговори, які привели до угоди, розпочалися в 1968 році після різних тривалих затримок. У результаті угоди Міжнародна контрольна комісія (ICC) була замінена на Міжнародну комісію з контролю та нагляду (ICCS), яка складалася з Канади, Польщі, Угорщини та Індонезії і займалась моніторингом угоди. Головними учасниками переговорів щодо угоди були радник США з національної безпеки Генрі Кіссінджер і член Політбюро Північного В'єтнаму Ле Дих Тхо. Обидва вони отримали Нобелівську премію миру 1973 року за свої зусилля, але Ле Дих Тхо відмовився її прийняти.
Положення угоди негайно і часто порушувалися як північно-, так і південнов'єтнамськими силами без офіційної відповіді з боку Сполучених Штатів. Відкриті бої спалахнули в березні 1973 року, і до кінця року північнов'єтнамські наступальні операції розширили свою територію.
Через два роки, 30 квітня 1975 року, Південний В'єтнам був захоплений масштабним наступом Північного В'єтнаму, і 2 липня 1976 року дві країни, які були розділені з 1954 року, знову об'єдналися в Соціалістичну Республіку В'єтнам.
Частина переговорів проходила в колишній резиденції французького художника Фернана Леже, яку він заповів Французькій комуністичній партії. За іронією долі, вулиця, на який стояв будинок, була названа на честь Філіпа Леклерка, який командував французькими військами у В'єтнамі після Другої світової війни.

## Положення угод
Угода передбачала:

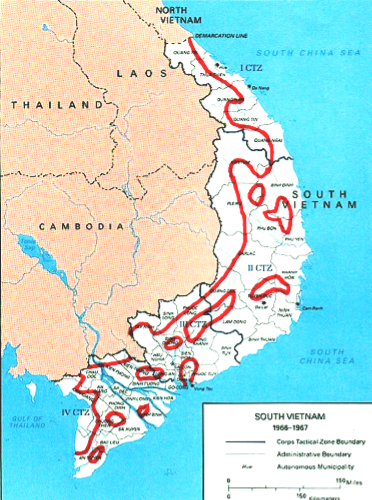
Орієнтовні зони контролю на момент підписання Угоди. Уряд Південного В'єтнаму контролював близько 80 відсотків території та 90 відсотків населення, хоча багато територій були у сірій зоні.

- Виведення всіх сил США та союзників протягом шістдесяти днів.
- Повернення військовополонених паралельно вищесказаному.
- Розмінування портів Північного В'єтнаму США
- Припинення вогню в Південному В'єтнамі з подальшим точним розмежуванням комуністичних і урядових зон контролю.
- Створення «Національної ради національного примирення та злагоди», що складається з комуністичної, урядової та нейтралістської сторони для забезпечення демократичних свобод і організації вільних виборів у Південному В'єтнамі.
- Возз'єднання В'єтнаму мирним шляхом без примусу чи анексії будь-якою зі сторін і без іноземного втручання.
- Створення «Спільних військових комісій», що складаються з чотирьох сторін, і «Міжнародної комісії з контролю та нагляду», що складається з Канади, Угорщини, Індонезії та Польщі для виконання перемир'я. Обидва діють одностайно.
- Виведення іноземних військ з Лаосу і Камбоджі.
- Заборона на ввезення військової техніки до Південного В'єтнаму, за винятком випадків заміни.
- Заборона на подальше введення військового персоналу до Південного В'єтнаму.
- Фінансовий внесок США в «загоєння ран війни» по всьому Індокитаю.

### Підписанти
- Нгуєн Дуй Трінх, міністр закордонних справ Демократичної Республіки В'єтнам
- Нгуєн Тхі Бінь, міністр закордонних справ Тимчасового уряду Республіки Південний В'єтнам
- Вільям Пірс Роджерс, Державний секретар США
- Тран Ван Лам, Міністр закордонних справ Республіки В'єтнам

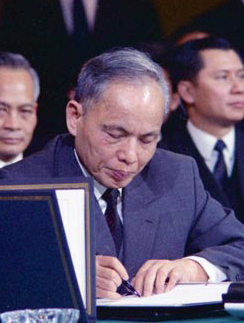
Нгуєн Дуй Трінх під час підписання угоди
Нгуєн Тхі Бінь у 1968 році
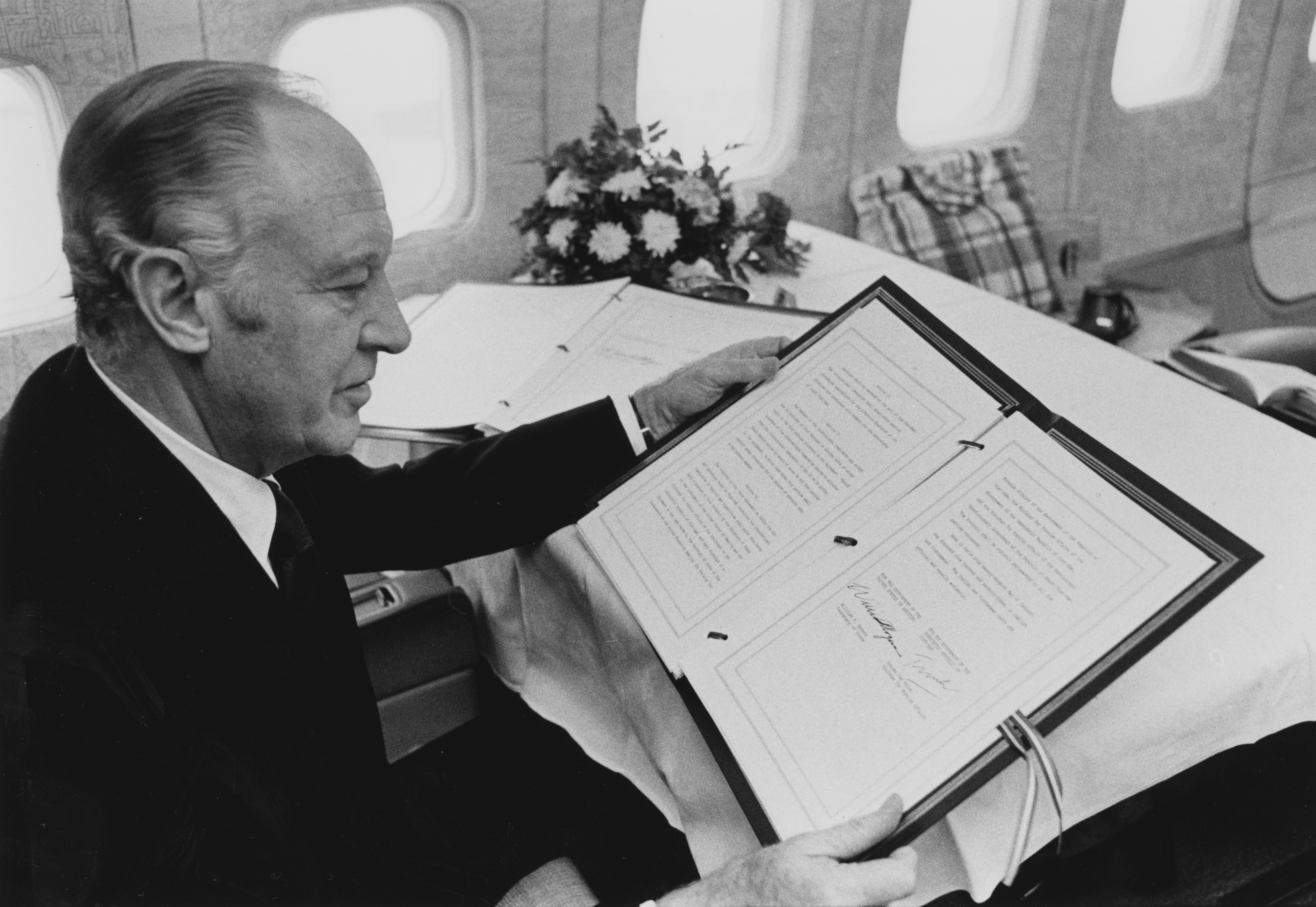
Державний секретар Вільям Роджерс читає сторінку підписів мирної угоди
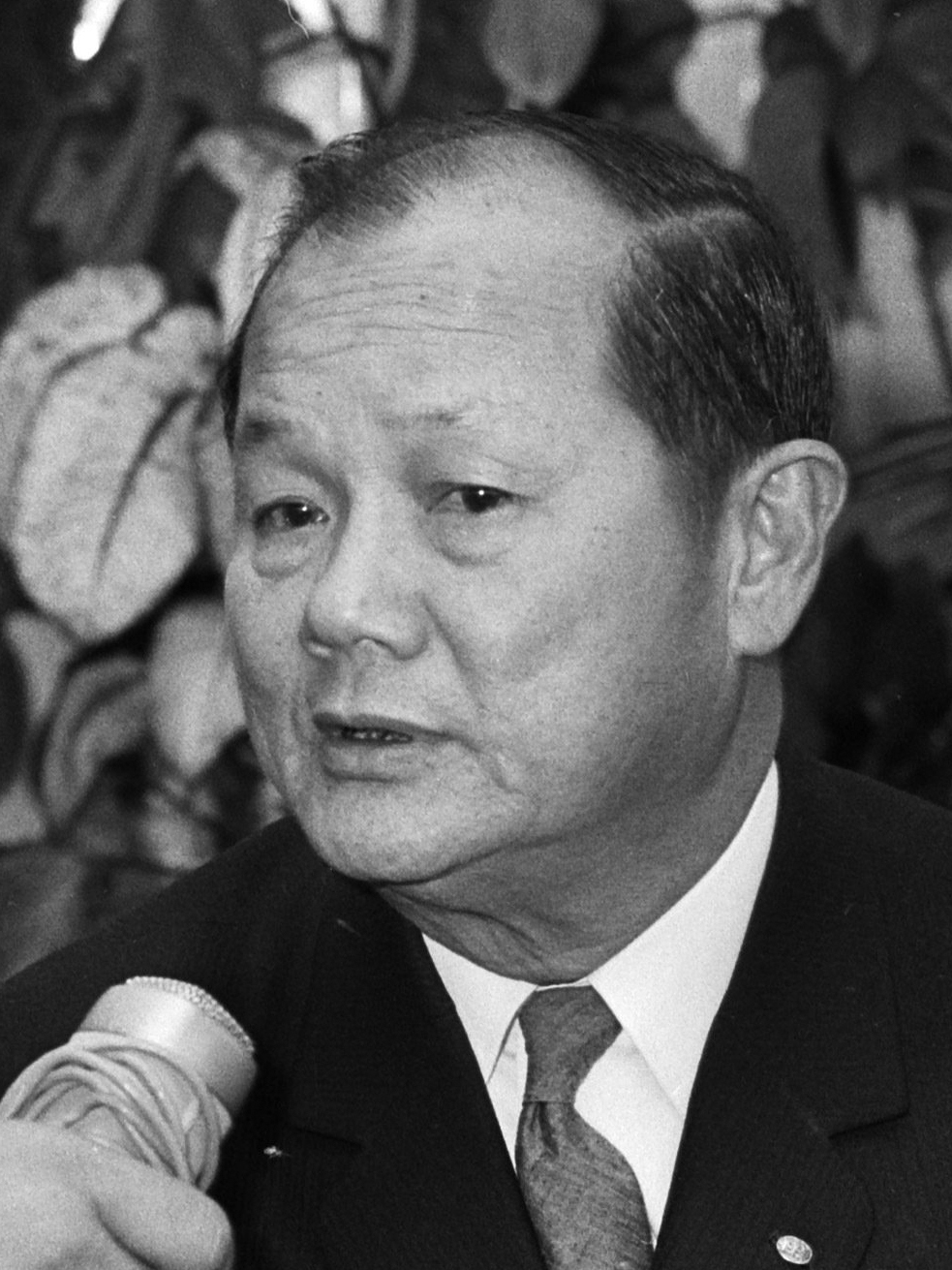
Тран Ван Лам у 1971 році
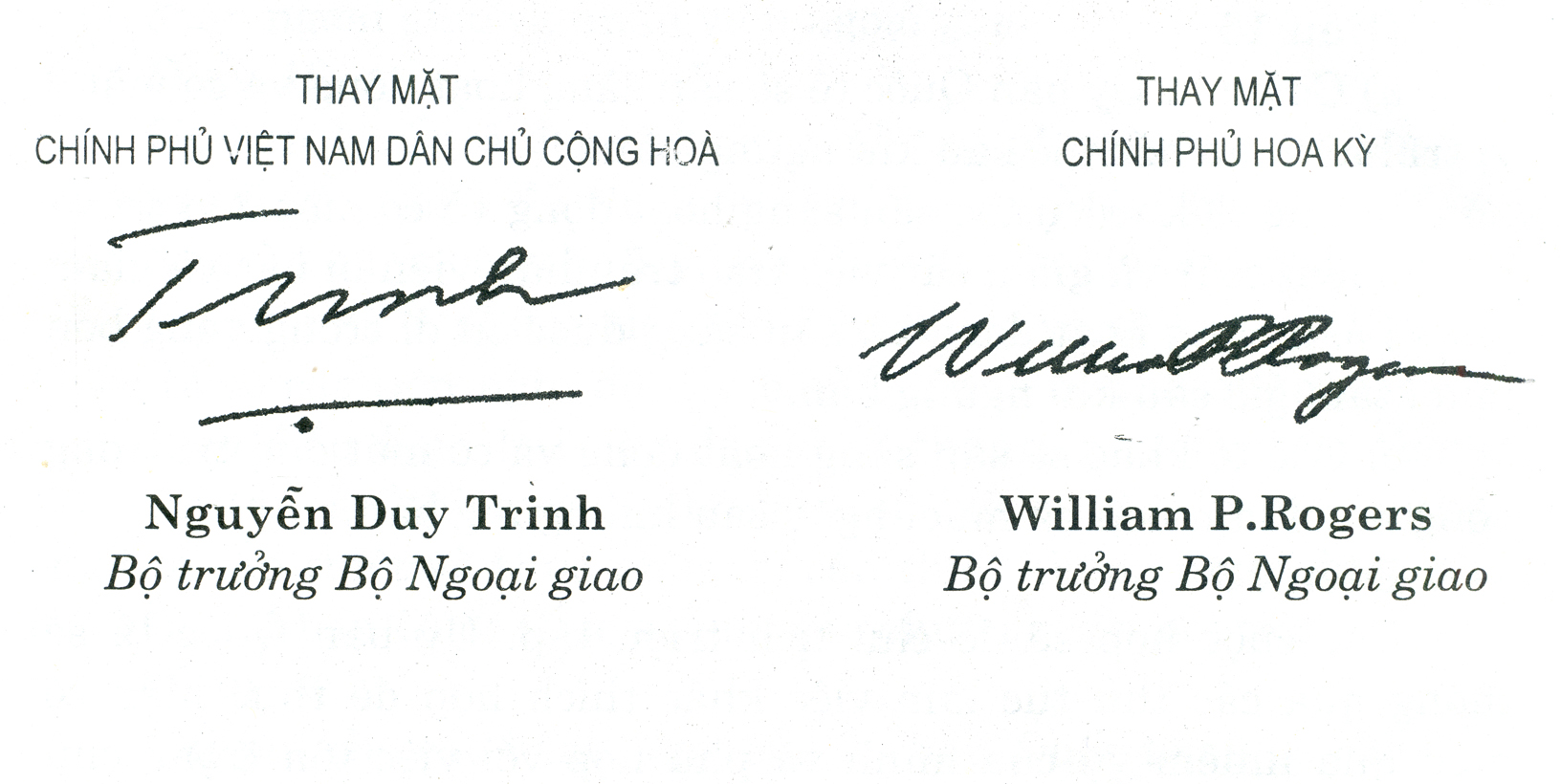
Підписи Роджерса і Трана на документі

## Історія

### Ранній етап
Після сильного виступу антивоєнного кандидата Юджина Маккарті на праймеріз у Нью-Гемпширі, у березні 1968 року президент США Ліндон Джонсон припинив бомбардування північної частини Північного В'єтнаму (операція «Rolling Thunder»), щоб заохотити Ханой почати переговори. Хоча деякі джерела стверджують, що рішення про припинення бомбардувань, оголошене 31 березня 1968 року, було пов'язане з подіями, що відбувалися в Білому домі, а не з подіями в Нью-Гемпширі. Незабаром після цього Ханой погодився обговорити повне припинення бомбардування, і призначили дату для представників обох сторін, які зустрінуться в Парижі. Сторони вперше зустрілися 10 травня з делегаціями на чолі з Сюаном Тхуем, який залишатиметься офіційним лідером делегації Північного В'єтнаму протягом усього процесу, і послом США з особливих доручень Авереллом Гарріманом.
Після п'яти місяців переговори зайшли в глухий кут, оскільки Північний В'єтнам вимагав припинити всі бомбардування Північного В'єтнаму, а американська сторона вимагала, щоб Північний В'єтнам погодився на взаємну деескалацію в Південному В'єтнамі. Лише 31 жовтня Джонсон погодився припинити авіаудари, і можна було почати серйозні переговори.
Однією з найбільших перешкод для ефективних переговорів був той факт, що Північний В'єтнам і Національний фронт звільнення Південного В'єтнаму (В'єтконг) на Півдні відмовилися визнати уряд Південного В'єтнаму; з такою ж наполегливістю уряд у Сайгоні відмовлявся визнати легітимність НФЗ. Гарріман розв'язав цю суперечку, розробивши систему, за якою Північний В'єтнам і США були названими сторонами; Посадові особи НФЗ могли приєднатися до команди Північного В'єтнаму, не будучи визнаними Південним В'єтнамом, тоді як представники Сайгону приєдналися до своїх союзників з США.
Крім того, дебати стосувалися форми столу, який буде використовуватися на конференції. Північ віддавав перевагу круглому столу, за яким усі партії, включно з представниками НФЗ, мали б «рівну» важливість. Південнов'єтнамці стверджували, що тільки прямокутний стіл є прийнятним, оскільки тільки прямокутник може показати дві різні сторони конфлікту. Зрештою досягнуто компромісу, за яким представники північного та південного урядів сиділи за круглим столом, а члени, які представляли всі інші партії, сиділи за окремими квадратними столами навколо них.

### Переговори та кампанія Ніксона
Кандидат у президенти 1969 року Річард Ніксон зробив в'єтнамізацію війни частиною своєї передвиборчої програми, за якою Америка могла дозволити собі вийти з цього безкінечного конфлікту з високо піднятою головою, таким чином дозволивши зменшити витрати.
Ніксон попросив відомого китайсько-американського політика Анну Шеннолт стати його «каналом до пана Тхієу», тодішнього лідера Південного В'єтнаму. Шеннолт погодилася і періодично повідомляла Джону Мітчеллу, генеральному прокурору США, що Тхієу не має наміру брати участь у мирній конференції. 2 листопада Шеннолт поінформувала посла Південного В'єтнаму: «Я щойно почула від мого боса в Альбукерке, який сказав, що його бос [Ніксон] переможе. І ти скажи своєму начальнику [Тхієу] почекати ще трохи». Джонсон дізнався про це через АНБ і був розлючений, сказавши, що у Ніксона «руки в крові», а лідер меншості в Сенаті Еверетт Дірксен погодився з Джонсоном, що такі дії є «зрадою». Міністр оборони Кларк Кліффорд назвав ці дії незаконним порушенням акту Логана.
У відповідь президент Джонсон наказав прослуховувати членів кампанії Ніксона. Даллек писав, що зусилля Ніксона «ймовірно не мали значення», тому що Тхієу не хотів брати участь у переговорах і було мало шансів на досягнення угоди до виборів; однак використання ним інформації, наданої Гарлоу та Кіссінджером, було морально сумнівним, а рішення віцепрезидента Г'юберта Гамфрі не оприлюднювати дії Ніксона було «незвичайним актом політичної пристойності».

### Уряд Ніксона
Після перемоги на президентських виборах 1968 року Річард Ніксон у січні 1969 року став президентом США. Того ж року НФЗ створив Тимчасовий революційний уряд, щоб отримати офіційний статус уряду на переговорах. Однак первинні переговори, які призвели до угоди, не відбулися на Мирній конференції взагалі, а були проведені під час таємних переговорів між Кіссінджером і Ле Дих Тхо, які розпочалися 4 серпня 1969 року.

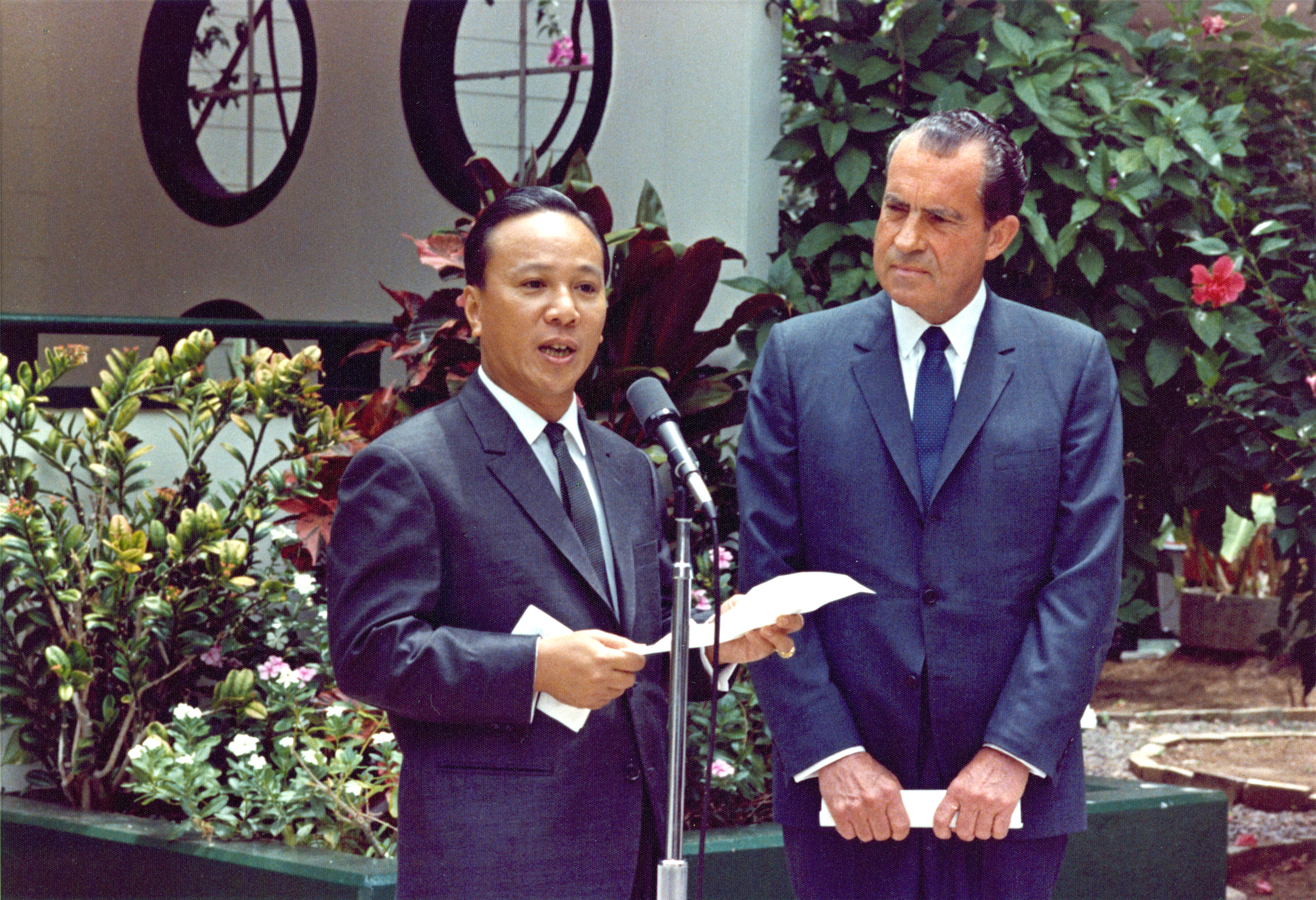
Президент США Річард Ніксон і президент Південного В'єтнаму Нгуєн Ван Тхієу роблять спільну заяву на острові Мідвей, 8 червня 1969 року.

Північний В'єтнам протягом трьох років наполягав на тому, що угода не може бути укладена, якщо Сполучені Штати не погодяться усунути від влади президента Південного В'єтнаму Нгуєна Ван Тхієу та замінити його кимось, більш прийнятним для Ханоя. Ніксон і Кіссінджер не бажали підписувати угоду про повалення уряду, який НФЗ не зміг повалити силою зброї.

### Підписання угоди
8 травня 1972 року президент Ніксон пішов на серйозну поступку Північному В'єтнаму, оголосивши, що США приймуть припинення вогню як передумову для виведення військ. Іншими словами, США виведуть свої війська з Південного В'єтнаму. Поступка вийшла з глухого кута і призвела до прогресу в переговорах протягом наступних кількох місяців.

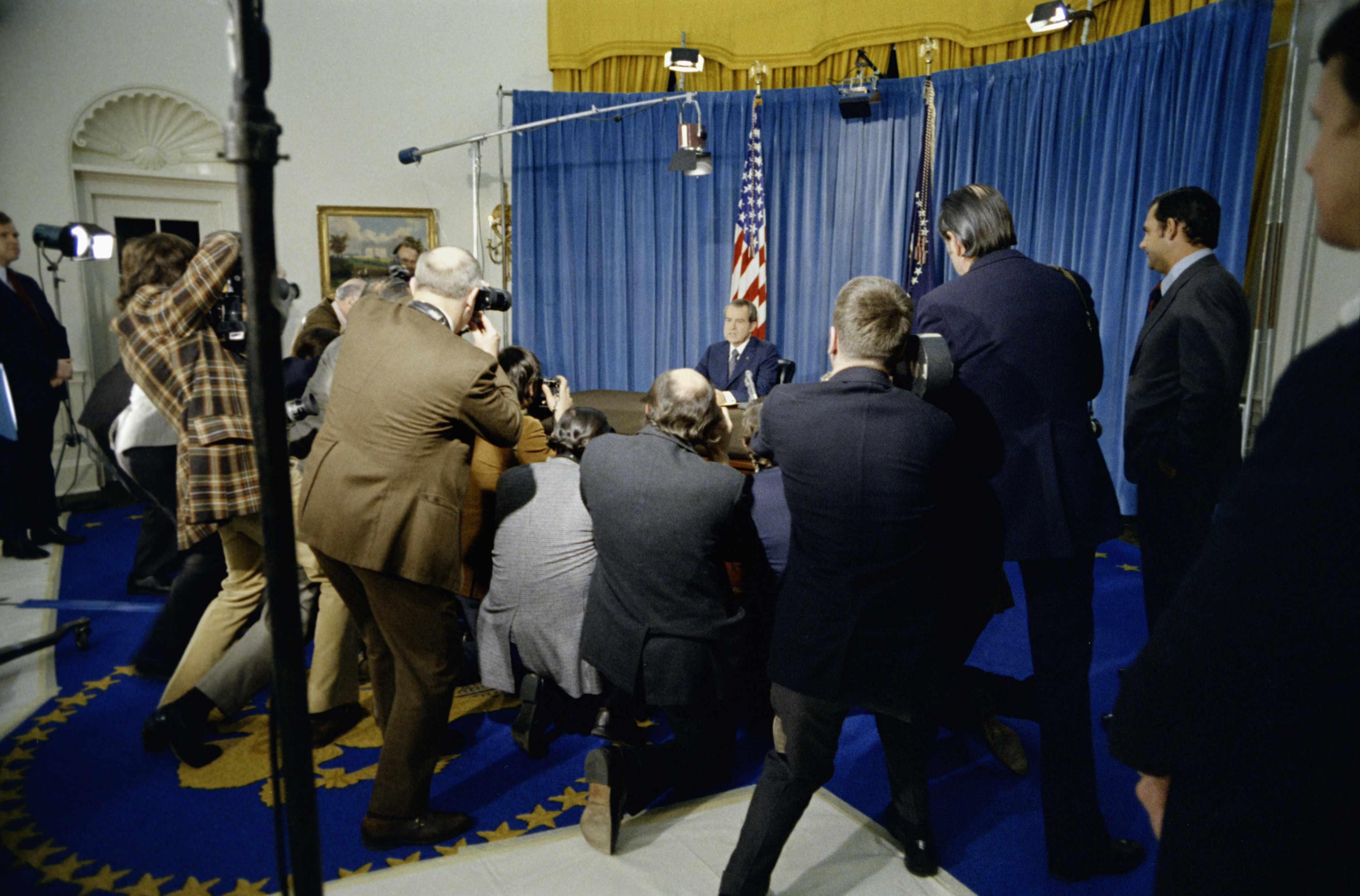
Президент Річард Ніксон оголошує про попереднє схвалення «Угоди про припинення війни та відновлення миру у В’єтнамі». 23 січня 1973 року.

Остаточний великий прорив стався 8 жовтня 1972 року. Північний В'єтнам був розчарований результатами наступу в Нгуєн Хюе (відомого на Заході як Великодній наступ). Крім того, вони побоювалися посилення ізоляції, якщо зусилля Ніксона щодо розрядки значно покращать відносини США з головними комуністичними державами, Радянським Союзом і Китайською Народною Республікою, які підтримували військові зусилля Північного В'єтнаму. Під час зустрічі з Кіссінджером Тхо суттєво змінив свою переговорну лінію, дозволивши уряду Сайгону залишитися при владі, а переговори між двома південнов'єтнамськими сторонами можуть призвести до остаточного врегулювання. Протягом 10 днів таємні переговори склали остаточний проєкт. Кіссінджер провів пресконференцію у Вашингтоні, під час якої оголосив, що «мир близько».
Коли Тхієу, який навіть не був поінформований про таємні переговори, був представлений проєкт нової угоди, він був розлючений на Кіссінджера та Ніксона (які чудово знали про переговорну позицію Південного В'єтнаму) і відмовився прийняти його без істотних змін. Потім він виступив із кількома зверненнями по радіо, стверджуючи, що запропонована угода гірша, ніж вона є насправді. Ханой був приголомшений, вважаючи, що Кіссінджер обдурив його. 26 жовтня Ханойське радіо передало ключові деталі проєкту угоди.
Однак, оскільки жертви США зростали під час конфлікту з 1965 року, американська внутрішня підтримка війни погіршилася, і до осені 1972 року на адміністрацію Ніксона чинився серйозний тиск, щоб вона вийшла з війни. Отже, США чинили сильний дипломатичний тиск на свого південнов'єтнамського союзника, щоб підписати мирний договір, навіть якщо поступки, яких хотів Тхієу, не могли бути досягнуті. Ніксон пообіцяв продовжувати надавати значну допомогу Південному В'єтнаму, і, враховуючи його нещодавню переконливу перемогу на президентських виборах, здавалося можливим, що він зможе виконати цю обіцянку.
Щоб продемонструвати свою серйозність Тхієу, Ніксон наказав провести важкі бомбардування Північного В'єтнаму в рамках операції «Лайнбекер ІІ» у грудні 1972 року. Ніксон також намагався зміцнити збройні сили Південного В'єтнаму, наказавши передати Південному В'єтнаму велику кількість військового матеріалу та обладнання США з травня по грудень 1972 року в рамках операцій «Покращення» та «Поліпшення Плюс». Ці операції також були спрямовані на те, щоб утримати Північний В'єтнам за столом переговорів і не дати їм відмовитися від переговорів і прагнути до повної перемоги. Коли уряд Північного В'єтнаму погодився відновити «технічні» переговори зі Сполученими Штатами, Ніксон 30 грудня наказав припинити бомбардування на північ від 20-ї паралелі. У зв'язку зі зобов'язаннями США вивести війська (і після погроз Ніксона, що Південний В'єтнам буде покинутий, якщо він не погодиться), Тхієу не мав іншого вибору, окрім як приєднатися до перемовин.

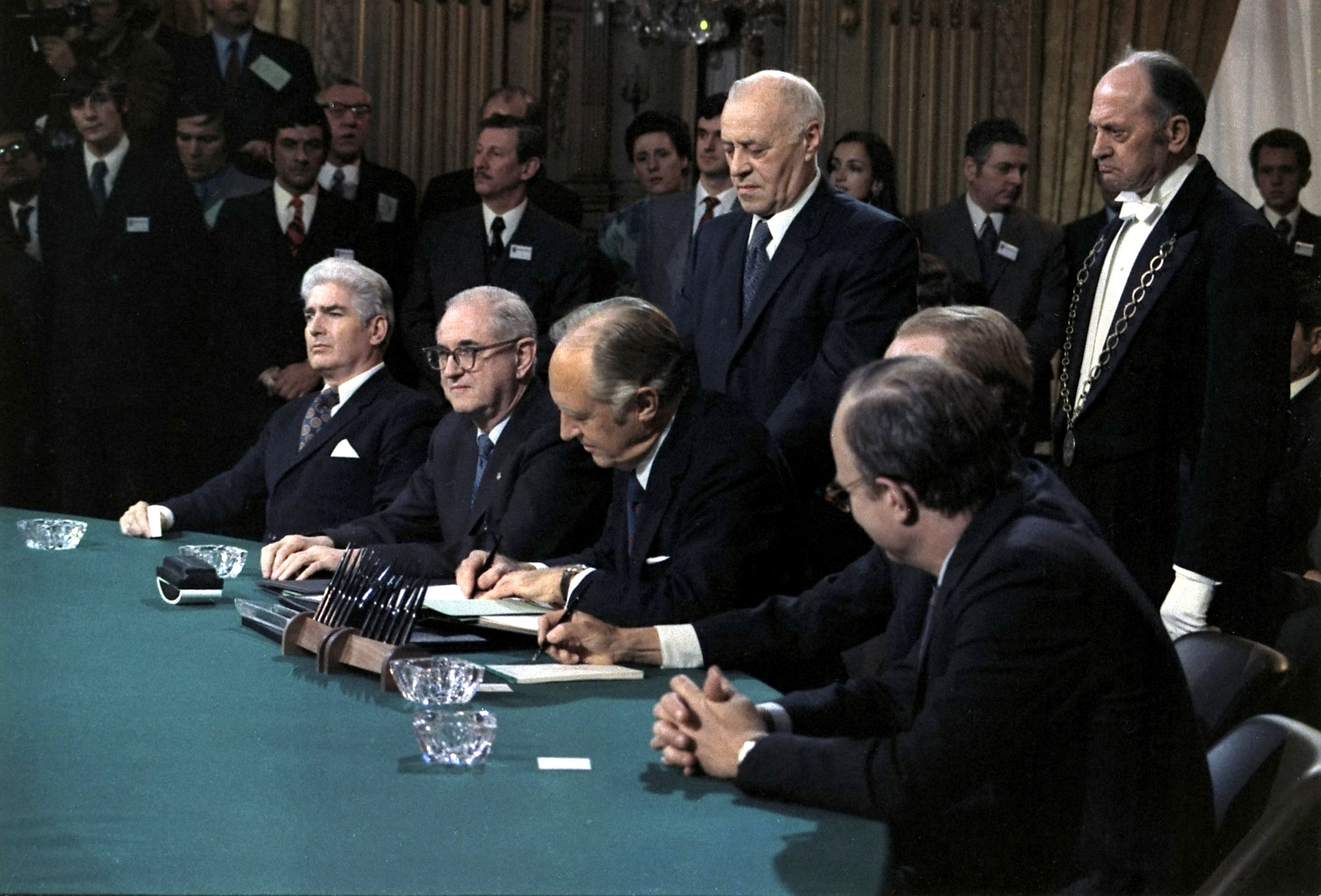
Підписання мирних угод. 27 січня 1973 року.

15 січня 1973 року президент Ніксон оголосив про припинення наступальних дій проти Північного В'єтнаму. Кіссінджер і Тхо знову зустрілися 23 січня і підписали договір, який в основному був ідентичним до проєкту, складеного трьома місяцями раніше. Угода була підписана керівниками офіційних делегацій 27 січня 1973 року в паризькому готелі «Маджестік».

## Наслідки

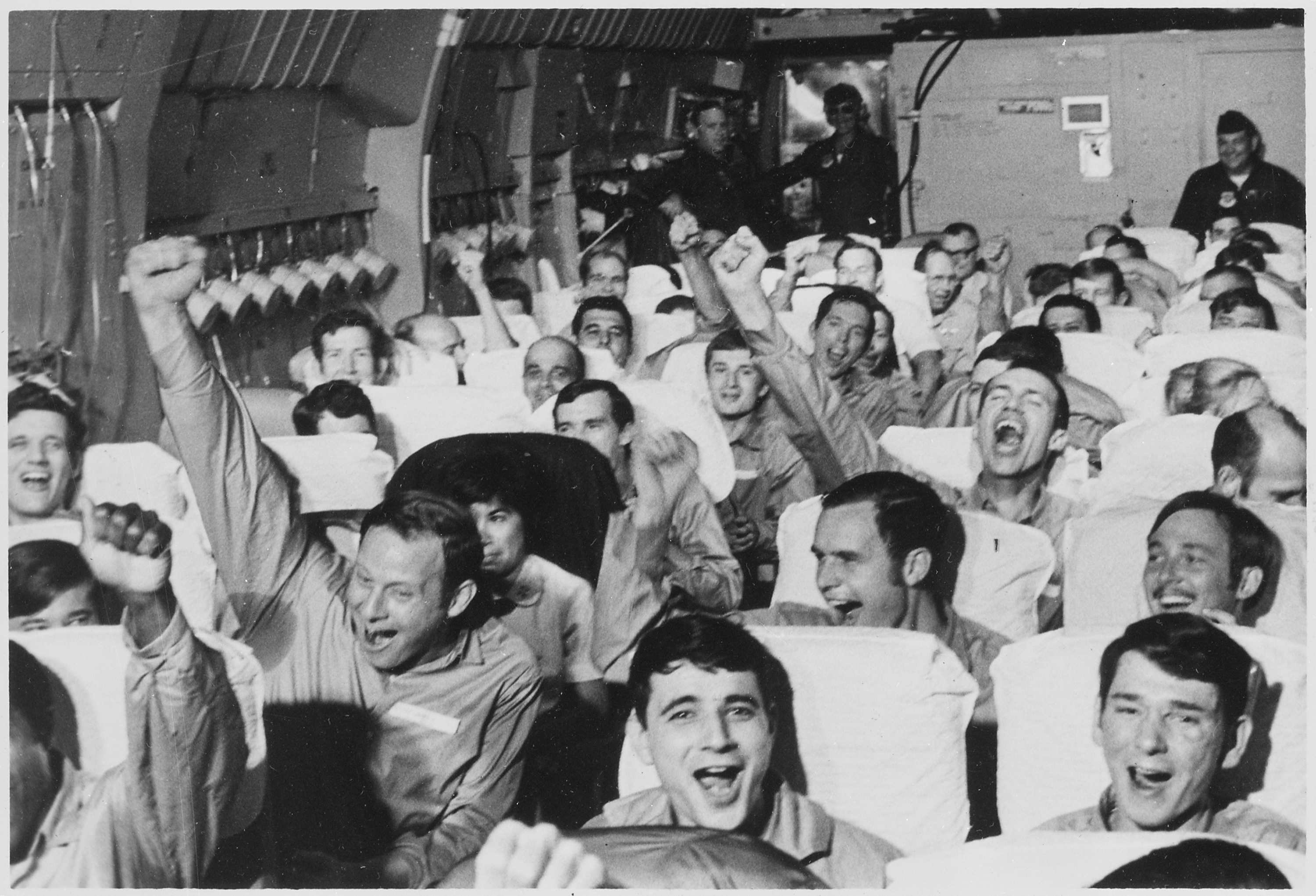
Колишні американські військовополонені залишають Ханой. 28 березня 1973 року.

Паризькі мирні угоди фактично вивели США з конфлікту у В'єтнамі. Відбувся обмін полоненими з обох сторін, причому американських в основному звільнили під час операції «Повернення додому». Близько 31 961 в'язнів Північного В'єтнаму (26 880 військових, 5081 цивільних) звільнили в обмін на 5942 в'язнів Південного В'єтнаму. Однак положення угоди регулярно порушувалися як північнов'єтнамським, так і південнов'єтнамським урядом, що не викликало жодної реакції з боку Сполучених Штатів, і зрештою призвело до того, що комуністи розширили територію під своїм контролем до кінця 1973 року. Збройні сили Північного В'єтнаму поступово розбудовували свою військову інфраструктуру в районах, які вони контролювали, і через два роки змогли розпочати успішний наступ, який поклав край статусу Південного В'єтнаму як незалежної країни. Бойові дії почалися майже відразу після підписання угоди через ряд взаємних ударів у відповідь, і до березня 1973 року повноцінна війна відновилася.
Ніксон таємно пообіцяв Тхієу використовувати повітряні сили для підтримки уряду Південного В'єтнаму, якщо це буде необхідно. Під час слухань щодо підтвердження в червні 1973 року міністр оборони Джеймс Шлезінгер піддався різкій критиці з боку деяких сенаторів після того, як він заявив, що він рекомендував би відновити бомбардування США в Північному В'єтнамі, якщо Північний В'єтнам розпочне великий наступ на Південний В'єтнам, але до 15 серпня 1973 року 95 % американських військ та їхніх союзників покинули В'єтнам (як Північний, так і Південний), а також Камбоджу та Лаос відповідно до поправки Кейс-Черч. Поправка, яка була схвалена Конгресом США в червні 1973 року, забороняла подальшу військову діяльність США у В'єтнамі, Лаосі та Камбоджі, якщо президент не забезпечить схвалення Конгресу заздалегідь.
Однак у цей час у США розпочався Вотергейтський скандал, який призвів до відставки Ніксона в 1974 році.

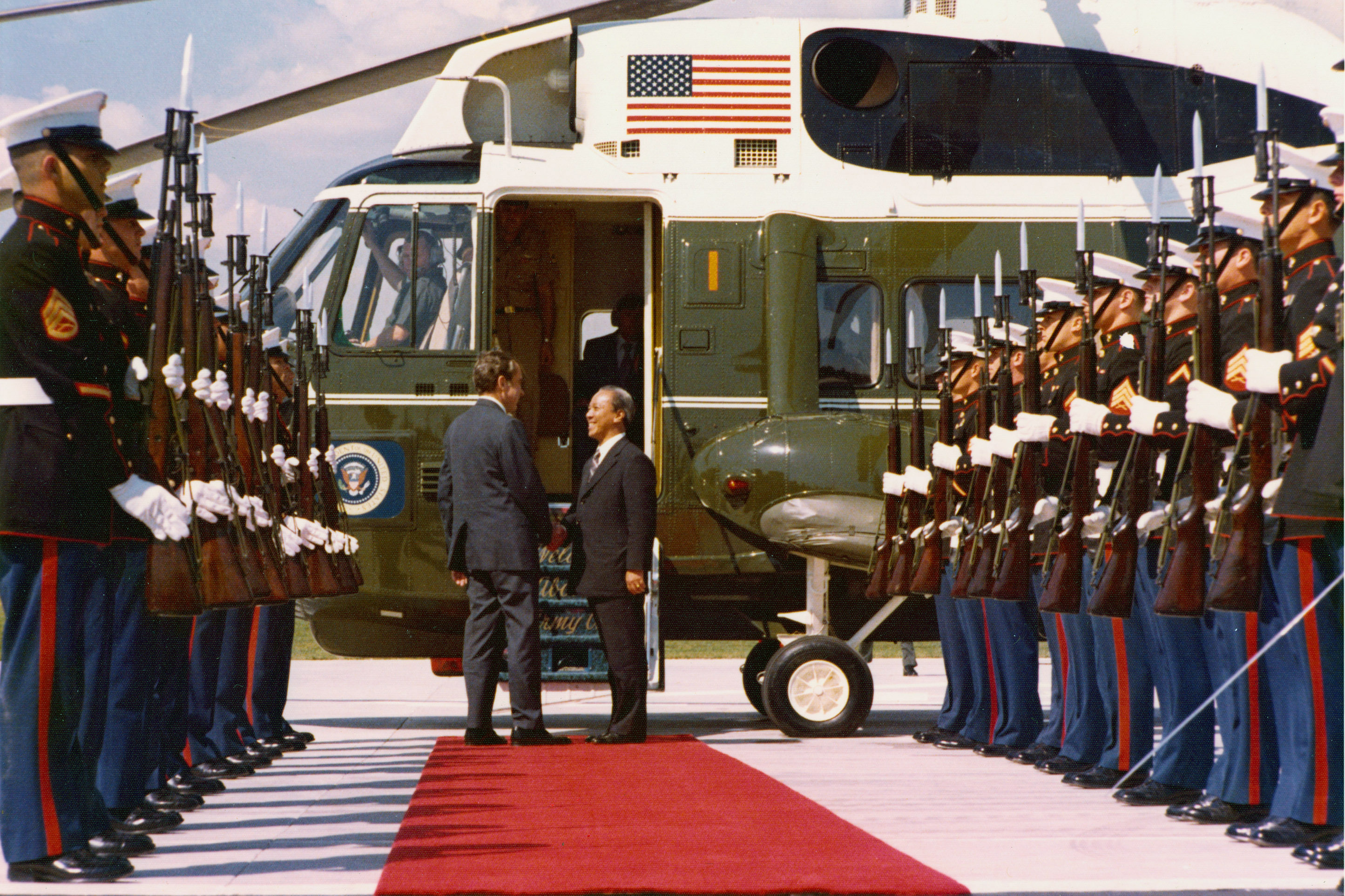
Президент США Річард Ніксон і президент Південного В'єтнаму Нгуєн Ван Тхієу після зустрічі. 3 квітня 1973 року.

Президент Південного В'єтнаму Нгуєн Ван Тхієу, який занадто сильно залежав від американської допомоги, миттєво опинився зі скороченням військової допомоги більш ніж на дві третини. Хоча його армія з початку в'єтнамізації збільшилася в чисельності, вона наполовину складалась з свіжонавчених солдатів, абсолютно позбавлених бойового досвіду, на відміну від бійців Північного В'єтнаму. В результаті Тхієу довелося зіткнутися з армією Північного В'єтнаму, яка, зі свого боку, все ще отримувала матеріально-технічну допомогу від СРСР та Китаю, маючи на дві третини менше ресурсів. Армія Північного В'єтнаму добре знала, що Тхієу ніколи не зможе наодинці відбити нову атаку, а генеральний штаб Північного В'єтнаму змусив громадську думку повірити, що він поважає умови Паризьких угод, хоча військові дії тривали. Південний В'єтнам опинився в реальній небезпеці, коли Ніксон пішов у відставку у вересні 1974 року. Відтоді Північний В'єтнам, знаючи, що Ніксон більше не матиме довіри в американському уряді та що Джеральд Форд, його наступник, більше не має тих самих цілей щодо війни у В'єтнамі, планує широкомасштабну операцію.
Коли на початку березня 1975 року північнов'єтнамці почали так званий весняний наступ, Конгрес США відмовився збільшити військову допомогу для Південного В'єтнаму, мотивуючи це сильним спротивом війні з боку американців і втратою американської техніки. Згодом Тхієу пішов у відставку, звинувативши США у зраді в теле- та радіозверненні:
|  | Під час укладення мирної угоди Сполучені Штати погодилися лише замінювати озброєння. Але Сполучені Штати не дотримали свого слова. Чи надійне слово американця сьогодні? Сполучені Штати не дотримали своєї обіцянки допомогти нам у боротьбі за свободу, і саме в цій боротьбі Сполучені Штати втратили 50 000 своїх молодих людей.Оригінальний текст (англ.) At the time of the peace agreement the United States agreed to only replace equipment on a one-by-one basis. But the United States did not keep its word. Is an American's word reliable these days? The United States did not keep its promise to help us fight for freedom and it was in the same fight that the United States lost 50,000 of its young men |

В'єтнамська народна армія розпочала серію атак на високогір'я на північ від Сайгону, і опорні пункти падали одна за одною. Уряд Сайгону на чолі з президентом Нгуєном наказав смертельно небезпечний і кривавий відступ із цих регіонів, незважаючи на героїчний опір деяких гарнізонів. Президент на меті зберегти підрозділи, щоб краще захистити Сайгон. Однак Тхієу віддав зустрічний наказ захищати за будь-яку ціну столицю історичної імперії Хюе, яка впала після трьох днів боїв. Тоді бої перейшли до Дананга, великої військової бази на березі моря, який був взятий 30 березня.

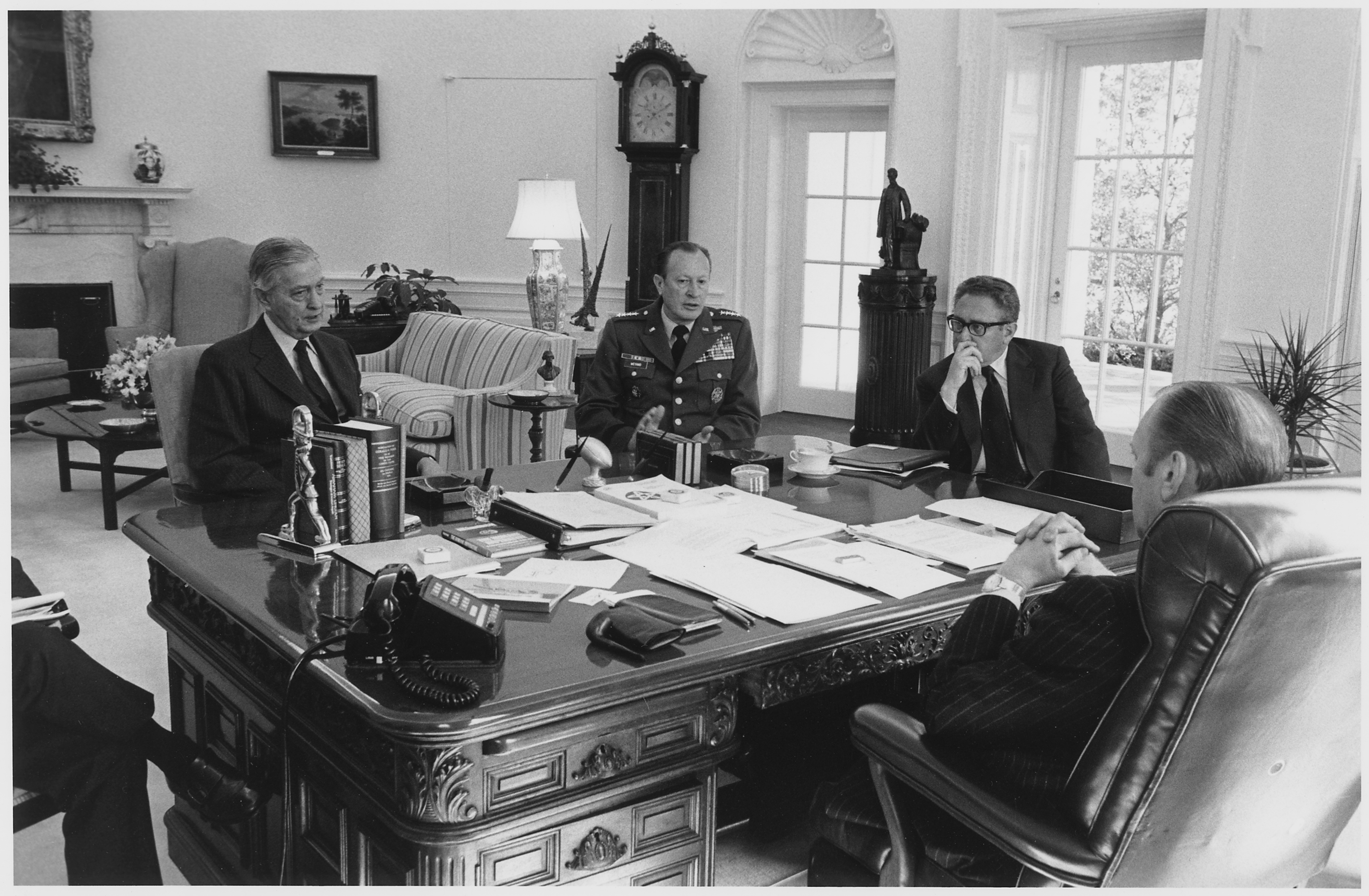
Зустріч президента Джеральда Форда з Брентом Скоукрофтом, заступником помічника президента з питань національної безпеки, Гремом Мартіном, послом США в Республіці В'єтнам, генералом Фредеріком Веєндом, начальником штабу армії і Генрі Кіссінджером, державним секретарем, в Овальному кабінеті для обговорення ситуації у В’єтнамі. 25 березня 1975 року.

У середині березня 1975 року Джеральд Форд звернувся до американського Конгресу з проханням схвалити відправку авіаційної підтримки для підтримки військ Південного В'єтнаму, як і під час Великоднього наступу 1972 року, але не отримав позитивної відповіді.
21 березня гарнізон Сюан Лок на північ від Сайгону здався, і шлях до Сайгону був відкритий. 30 квітня 1975 року армія Північного В'єтнаму за підтримки підрозділів В'єтконгу захопила Сайгон. Шлезінгер оголосив рано вранці 29 квітня про початок операції «Поривчастий вітер», яка передбачала евакуацію останнього дипломатичного, військового та цивільного персоналу США з Сайгона за допомогою гелікоптера, що було завершено рано вранці 30 квітня. Окрім того, що Північний В'єтнам захопив Південний В'єтнам, комуністи також перемогли в Камбоджі, коли червоні кхмери захопили Пномпень 17 квітня, а Патет Лао успішно захопив В'єнтьян 2 грудня, проголосивши Лаоську Народно-Демократичну Республіку. Як і в Сайгоні, цивільний і військовий персонал США було евакуйовано з Пномпеня, дипломатичну присутність США у В'єнтьяні було значно скорочено, а кількість американського персоналу, що залишився, значно скоротилася.

## Оцінка
За словами фінського історика Юссі Ханхімякі, через тристоронню дипломатію, яка його ізолювала, Південний В'єтнам «був змушений прийняти угоду, яка фактично забезпечила його крах».
Окрім того, існує теорія про закінчення війни у В'єтнамі, яка стверджує, що з 1971 або 1972 року адміністрація Ніксона відмовилася від мети збереження Південного В'єтнаму і натомість прагнула зберегти обличчя, дотримуючись «пристойного інтервалу» (англ. Decent interval) між відходом і крахом Південного В'єтнаму, щоб Ніксон не став першим президентом Сполучених Штатів, який програв війну.